# Idás

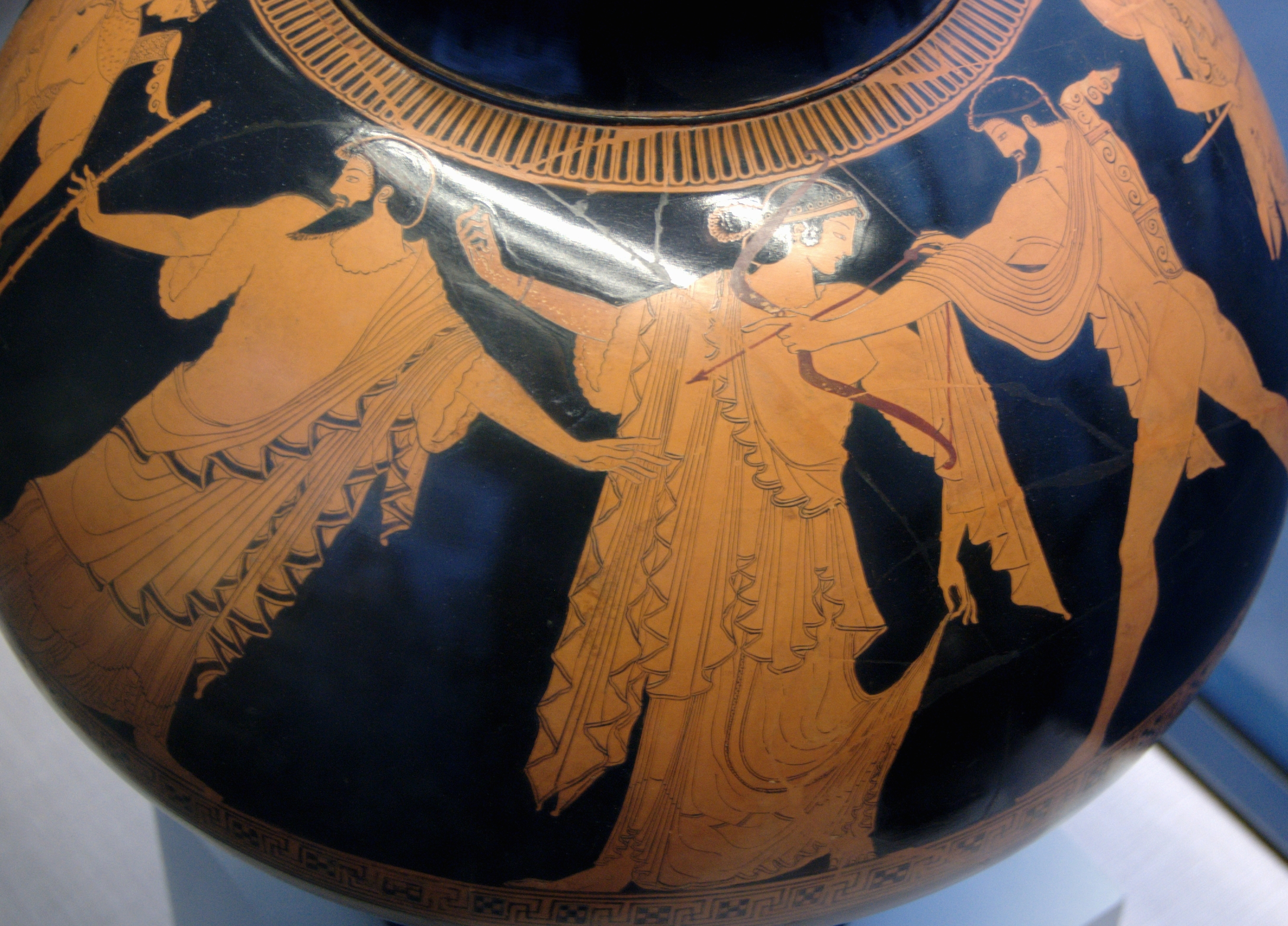
Idás a Marpéssa jsou oddělováni Diem od Apollóna., přibližně 480 př. n. l., Agrigento

Idás (řecky Ίδας, latinsky Idas) byl v řecké mytologii syn messenského krále Afarea a jeho manželky a nevlastní sestry Arény.
Byl bratrem a dvojčetem Lynkeovým, měli stejnou matku, ale Idás popravdě byl synem boha moří Poseidóna. Zatímco Idás byl silák, Lynkeus byl obdařen tak ostrým zrakem, že viděl skrze dřevo a dokonce i ve tmě nebo do hloubi země.
Jejich bratranci byli Dioskúrové, bratři Kastór a Polydeukés, také oni měli stejnou matku, Lédu, otcem Kastóra byl spartský král Tyndareós, kdežto Polydeukův otec byl nejvyšší bůh Zeus, odtud měl Polydeukés nesmrtelnost. Oba byli nerozluční, jsou známi jako Dioskúrové, spolu prožívali všechna dobrodružství. Oba vyhrávali na olympijských hrách, zatímco Polydeukés byl proslulý v pěstním zápasu, Kastór měl pověst vojáka a krotitele koní.
Mezi oběma dvojicemi bratranců to vždycky jiskřilo. První velká roztržka přišla, když Dioskúrové unesli dcery messénského místokrále Leukippa a měli s nimi děti. Leukippovny Foibé a Hilareia byly totiž dávno zasnoubeny Idovi a Lynkeovi.
Idás se poté ucházel o Marpéssu, dceru aitólského krále Euéna. Ten měl podmínku pro uchazeče – musí s ním závodit v jízdě spřežení, prohraje-li, přijde o hlavu. Idás přijal podmínku a krále porazil. Ten z tohoto pokoření zabil své koně a sám se zabil. Nutno dodat, že Ídás prozřetelně požádal svého otce Poseidóna, aby mu pro tento závod půjčil okřídlený vůz. Po vyhraném závodě musel Idás ještě bojovat s bohem Apollónem, který chtěl Marpéssu pro sebe. Do tvrdého souboje se ale vložil Zeus, soupeře odtrhl a nařídil, ať nechají rozhodnutí na ženě. Marpéssa si potom zvolila Ida, protože nevěřila v Apollónovu stálou přízeň.
Idás i s Lynkeem se zúčastnili lovu na kalydónského kance, také výpravy Argonautů do Kolchidy pro zlaté rouno, na obou výpravách byli také Dioskúrové. Pak došlo k usmíření a po smrti krále Afarea dokonce podnikli společnou akci – únos stáda dobytka z Arkádie. Jinými slovy šlo o krádež dobytka. Akce byla úspěšná, ale problémy nastaly při dělení kořisti. Došlo ke sporu, pak k souboji. Idás mrštil kopím do koruny stromu a probodl Kastora, Polydeukés vyběhl k odvetě, Idás po něm mrštil balvanem z otcova náhrobku, Polydeukés zle pohmožděn, zabil Lynkea kopím. A potom už zakročil Zeus a zabil Ida bleskem.
Netřeba uvádět, že existují i jiné verze této bratrovražedné příhody, ale tak už to v bájích chodí.